# بغدادي (معصومية)
بغدادي (بالفارسية: بغدادی) هي قرية تقع في إيران في قسم معصومیة الريفي. يقدر عدد سكانها بـ 119 نسمة بحسب إحصاء 2016.